# كلان (كورنوال)
كلان (بالإنجليزية: Colan, Cornwall)‏ هي قرية و‌أبرشية مدنية تقع في المملكة المتحدة في إنجلترا. يقدر عدد سكانها بـ 1,759 نسمة.